# Proformica flavosetosa
Proformica flavosetosa är en myrart som först beskrevs av Hugo Viehmeyer 1922.  Proformica flavosetosa ingår i släktet Proformica och familjen myror. Inga underarter finns listade i Catalogue of Life.